# Валютный риск
Валютный риск — риск убытков вследствие неблагоприятного изменения курсов иностранных валют и (или) драгоценных металлов (валютных металлов).

## Описание
Во внешнеторговых операциях — опасность валютных потерь, связанных с изменением курса валюты платежа. Убытки экспортёра связаны с понижением курса валюты платежа. Убытки импортёра связаны с повышением курса валюты платежа.
В банковской сфере — риск убытков по открытым кредитной организацией позициям в иностранных валютах и (или) драгоценных металлах, вследствие изменения курсов валют и драгоценных металлов.
Валютный риск появляется из-за возникновения краткосрочных или долгосрочных колебаний курса валют, которые происходят на финансовом рынке. Из-за возможного валютного риска, при совершении валютных сделок, банки должны следить за валютной позицией. Она включает в себя балансовые активы, балансовые пассивы, обязательства в иностранной валюте, обязательства в драгоценном металле, внебалансовые требования. Валютные риски могут принести банку и дополнительные убытки и дополнительные доходы. Они относятся к коммерческим рискам, которым подвержены участники международной экономической деятельности. Валютные риски — это опасность валютных потерь, из-за изменения курса валюты цены по отношению к валюте платежа в период между моментом подписания контракта и моментом, когда следует осуществление платежа. Валютному риску подвержены обе стороны, которые совершают сделку.
Банк международных расчетов — сокращенно БМР — предложил стратегию для снижения рисков на валютных рынках. В ее рамках предусматривается разработка разных способов снижения валютных рисков разными банковскими группами, улучшение контроля над потенциальными рисками по валютным платежам в каждом конкретном банке, проведение мероприятий для усиления контроля местными банками над валютными рисками, совершенствование национальных платежных систем центральными банками. Спрогнозировать степень валютного риска, которому подвергаются банки, можно исходя из стоимости размещения денег, которые поступают по финансовым инструментам и основаны на уровне процентных ставок. Валютные риски зависят от того, как меняются обменные курсы, от разности в процентных ставках, от разных темпов инфляции.
Возникновению валютных рисков способствует либерализация и глобализация мировой экономики и увеличение объема операций на мировом валютном рынке.
Преимущественная часть экономистов считает, что основным фактором возникновения валютного риска является изменение валютного курса. Но валютный риск может еще и возникнуть из-за некоторых действий органов государственной власти.
Валютный риск может стать причиной не только негативных, но и позитивных последствий для субъекта предпринимательской деятельности. Так, например, можно получить дополнительную прибыль. Чтобы минимизировать валютный риск, нужно привести в соответствие суммы и сроки погашения обязательств и активов в иностранной валюте.
Компании часто предпринимают действия для страхования рисков. Организации могут заключать все контракты в национальной валюте или в разных валютах, у которых есть противоположенные тенденции изменения курсов. Валютный риск может быть понижен через использование инструментов денежного и срочного рынков и применение нефинансовой стратегии.
Экспортеров и импортеров могут задеть валютные риски в случае, если валюта цены для них — иностранная валюта. У экспортера будут убытки в случае понижения валюты цены по отношению к его национальной валюте, в период, который начинается после заключения контракта и до момента платежа по нему. Импортер понесет финансовые убытки в случае противоположного движения курса.

## Факторы валютного риска
Колебания валютных курсов называют главным внешним фактором, при котором возникают валютные риски. На колебания валютных курсов может влиять уровень инфляции, процентные ставки, степень развития валютного рынка в стране, качественная структура экспорта страны и другие факторы. Возникновению валютных рисков могут способствовать действия, совершаемые органами власти, к примеру — введение административных ограничений на ценности в иностранной валюте.
Для того, чтобы покрыть валютный риск, нужно обеспечить совпадение валюты позиций. В истории сохранились примеры, которые доказывают, что курс одной валюты может измениться одновременно к другим валютам.
Среди внутренних факторов выделяют характеристики субъектов валютного риска, которые делятся на организационные и управленческие.

## Классификация валютного риска
Классификация валютных рисков, созданная Шапиро, считается наиболее распространенной в экономических кругах. Согласно ей, есть три категории валютного риска: экономический, консолидированный, позиционный. Экономический риск, который также называют рыночным, заключается в изменении экономического положения организации из-за возникновения колебания валютных курсов. Позиционный валютный риск состоит в финансовых потерях, в результате непосредственного воздействия курса валют на ожидаемые потоки денежных средств. И консолидированный — это риск изменения балансовой стоимости активов и обязательств, которые выражены в иностранной валюте и должны быть переоценены во время составления консолидированной отчетности. У классификации, созданной Шапиро, есть недостатки, которые состоят в том, что она не охватывает все факторы возникновения валютного риска.